# Let's Get To It Tour
Let's Get to It Tour es la tercera gira mundial de la cantante Kylie Minogue que tuvo lugar en Europa a finales de 1991. A petición del público inglés, Kylie en 1991 llevó a los escenarios Let's Get To It Tour. Esta gira se convirtió en la continuación de "Rhythm Of Love Tour". Junto con 4 bailarines Kylie muestra al público bailes más callejeros, y también números acrobáticos (I Guess I Like It Like That) y repite los movimientos de los robots en el comienzo de un concierto.
El tour lleva por nombre Let's Get to It, mismo que nombra el cuarto disco de la cantante. El show incluye vestuario nuevo diseñado exclusivamente por el famoso diseñador John Galliano y se aumentaron nuevas canciones, algunas escritas por la misma Minogue.
El último show de la gira, celebrado el día 8 de noviembre de 1991 en el Point Arena de Dublín, Irlanda fue grabado y puesto a la venta en abril de 1992 bajo el título "Live In Dublin" con un montaje de 80 minutos de tipo concierto-documental disponible en formato VHS y Laserdisc. 
Hasta la fecha no ha tenido lugar ninguna reedición en formato DVD ni Blu-Ray.

## Lista de canciones
- "Step Back in Time"
- "Wouldn't Change a Thing"
- "Got to Be Certain"
- "Always Find the Time"
- "Enjoy Yourself"
- "Tears on My Pillow"
- "Secrets"
- "Let's Get to It"
- "Word Is Out"
- "Finer Feelings"
- "I Should Be So Lucky"
- "Love Train"
- "If You Were with Me Now"
- "Je Ne Sais Pas Pourquoi"
- "Too Much of a Good Thing"
- "Hand on Your Heart"
- "What Do I Have to Do?"
- "I Guess I Like It like That"
- "The Loco-Motion"
- "Shocked"
- "Better the Devil You Know"

## Fechas del tour
| Fecha                  | Ciudad      | País       | Lugar                         |
| ---------------------- | ----------- | ---------- | ----------------------------- |
| 25 de octubre de 1991  | Plymouth    | Inglaterra | Plymouth Pavilions            |
| 26 de octubre de 1991  | Birmingham  | Inglaterra | NEC Arena                     |
| 27 de octubre de 1991  | Nottingham  | Inglaterra | Nottingham Royal Concert Hall |
| 29 de octubre de 1991  | Londres     | Inglaterra | Wembley Arena                 |
| 30 de octubre de 1991  | Londres     | Inglaterra | Wembley Arena                 |
| 31 de octubre de 1991  | Mánchester  | Inglaterra | Manchester Apollo             |
| 1 de noviembre de 1991 | Whitley Bay | Inglaterra | Whitley Bay Ice Rink          |
| 3 de noviembre de 1991 | Aberdeen    | Inglaterra | AECC Arena                    |
| 4 de noviembre de 1991 | Edimburgo   | Inglaterra | Edinburgh Playhouse           |
| 5 de noviembre de 1991 | Edimburgo   | Inglaterra | Edinburgh Playhouse           |
| 6 de noviembre de 1991 | Sheffield   | Inglaterra | Sheffield City Hall           |
| 8 de noviembre de 1991 | Dublín      | Irlanda    | Point Theatre                 |

## Créditos
- Producción/Concepto: Kylie Minogue
- Director musical/Teclados: Adrian Scott
- Batería: John Creech
- Guitarra: Jamie Jardine
- Bajo: Craig Newman
- Teclados: Tania Smith
- Coristas: Susie Ahearn, Jamie O'Neill, James Uluave
- Coreógrafo/Bailarín: Venol John
- Bailarines: Richard Allen, Cosima Dusting, Simone Kay, Mitchell Bartlett
- P.A. para Kylie Minogue: Yvonne Savage
- Diseñador de vestuario para Kylie: John Galliano
- Tour Manager: Nick Pitts
- Vestuario: Kylie Minogue
- Gerente de producción: Henry Crallam
- Sonido: Clive Franks
- Iliminación: Jonathon Smeeton

## Curiosidades
- Aunque aparecen en el set list del concierto, Hand On Your Heart, Je Ne Sais Pas Pourquoi, Enjoy yourself, Secrets y Tears On My Pillow fueron cortados para el video en VHS, el cual nunca se editó para DVD.

- Datos: Q3286788